# Nematus bipartitus
Nematus bipartitus är en stekelart som beskrevs av Audinet-serville 1823. Nematus bipartitus ingår i släktet Nematus, och familjen bladsteklar. Arten är reproducerande i Sverige.